# Антипово (Локнянский район)
Антипово — деревня в Локнянском районе Псковской области. Входит в состав сельского поселения «Михайловская волость».
Деревня расположена в 11 км к западу от районного центра Локни и в 2 км к югу от волостного центра Михайлов Погост.

## Население
Численность населения деревни в 2000 году составляла 38 жителей, в 2011 году — 42 жителя.